# 第八大道
第八大道（英語：Eighth Avenue）是美国纽约曼哈頓西部的一条南北走向道路，单向北行，是曼哈頓最长的街道之一。它开始于西村和布里克街十字路口的阿賓頓廣場公園，衔接哈德遜街，向北经过44个街區，经过切爾西、時裝區、地獄廚房的东端，中城和百老匯劇院區，最后在58街进入哥倫布圓環。再向北，这条路变成沿着中央公園的中央公园西（Central Park West），途徑美國自然史博物館，到110街以北又变成弗雷德里克·道格拉斯大街（Frederick Douglass Boulevard）；在非正式场合，弗雷德里克·道格拉斯大街有时仍被称作「第八大道」。弗雷德里克·道格拉斯大街最后结束于哈萊姆河西159街附近的哈莱姆河快速路。虽然这条大道在曼哈顿不同地段更换了几个名称，但事实上却是一条连续的道路。
自从1990年代起，第八大道穿过格林尼治村和切爾西的一段成了纽约市同性戀社區的中心，有迎合同性戀者的酒吧和餐馆。事实上，纽约市每年的驕傲遊行就是沿着格林尼治村的这一段第八大道举行。除了時報廣場以外，第八大道从42街到50街的一段在1970年代、1980年代和1990年代初也是非正式的紅燈區，此后被有争议地改建为适宜家庭居住的环境。